# 首都之城
首都之城（俄語：Город Столиц），英文官方命名為Capital City，是一棟多功能複合式雙子星大廈，位在俄羅斯莫斯科國際商務中心第九區塊。

## 历史
首都之城於2009年完工，兩座塔分別象徵莫斯科與聖彼得堡。莫斯科塔高度比湖畔大樓C座高，並且曾是獨立國家國協內最高的摩天大廈，以及歐洲最高的摩天大廈。2012年1月17日，倫敦碎片大廈封頂後成為歐洲最高的摩天大廈。2012年11月1日，同樣在莫斯科國際商務中心內的水銀城市大廈封頂，超越首都之城成為俄羅斯與歐洲最高的摩天大廈。目前首都之城莫斯科塔是莫斯科第六高樓。
根据俄国官媒报道（后被删除），俄军在此地设置了无人机控制中心，使得俄军战斗人员可以在此直接参与对乌克兰的敌对行动。涉事的俄军新纳粹组织“西班牙营”（88 РДБр «Эспаньола»）亦在其官方telegram频道发布了此信息。